# Periophthalmus argentilineatus
A Periophthalmus argentilineatus a csontos halak (Osteichthyes) főosztályának a sugarasúszójú halak (Actinopterygii) osztályába, ezen belül a sügéralakúak (Perciformes) rendjébe, a gébfélék (Gobiidae) családjába és az iszapugró gébek (Oxudercinae) alcsaládjába tartozó faj.

## Előfordulása
A Periophthalmus argentilineatus hatalmas előfordulási területe két óceánnak a partjait foglalja magába. Elterjedésének a nyugati határa a Vörös-tenger és a Dél-afrikai Köztársaság között van, míg a keleti határa a Mariana-szigetek és Szamoa között húzódik. A legészakibb állományai a Japánhoz tartozó Rjúkjú-szigeteken, míg a legdélebbiek Ausztrália nyugati részén, valamint Óceánia egyes szigetein lelhetők fel.

## Megjelenése
Ez a halfaj legfeljebb 19 centiméter hosszú; de már 5 centiméteresen felnőttnek számít. A hátúszóján 12-17 tüske és 9-12 sugár, míg a farok alatti úszóján 1 tüske és 8-11 sugár ül. A mellúszók feketén szegélyezettek, belső felükön sok apró, fehér ponttal. Egy hosszanti sorban 64-100 pikkely ül. A zöldes színű testén ezüstös szürke mintázat látható. A hasúszók nem forrtak össze, tehát nincs tapadókorongja.

## Életmódja
Trópusi halfaj, amely egyaránt megél az édes-, sós- és brakkvízben is. Az oxigént képes, egyenesen a levegőből kivenni, azzal a feltétellel, ha nedvesek a kopoltyúi és a bőre. Ha ez a hal elég nedvességhez jut, akkor akár 37 órát is távol lehet a víztől. A víz alá is lemerül, de 2 méternél mélyebbre nem. Főleg a mangroveerdőkben, a tengerparti pálmaerdők környékén és a folyók alsó szakaszában, valamint azok torkolatvidékén él. Területvédő állat, amely erősen kötődik az iszapba vájt üregéhez. Tápláléka férgek, rákok és rovarok.

## Felhasználása
Ennek az iszapugró gébnek, mint sok más rokonának nincs halászati értéke, azonban a városi akváriumok szívesen tartják.

## Képek

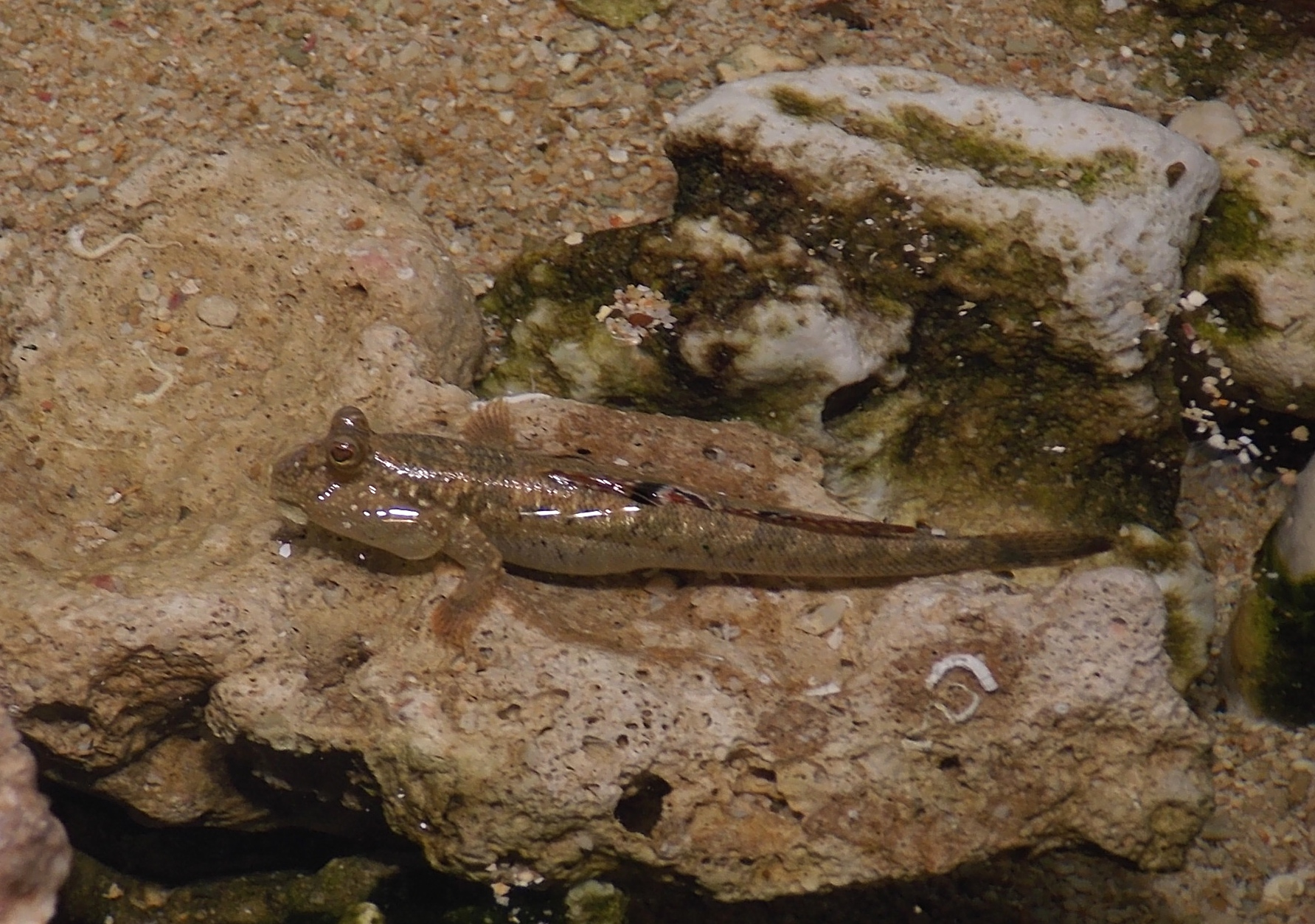
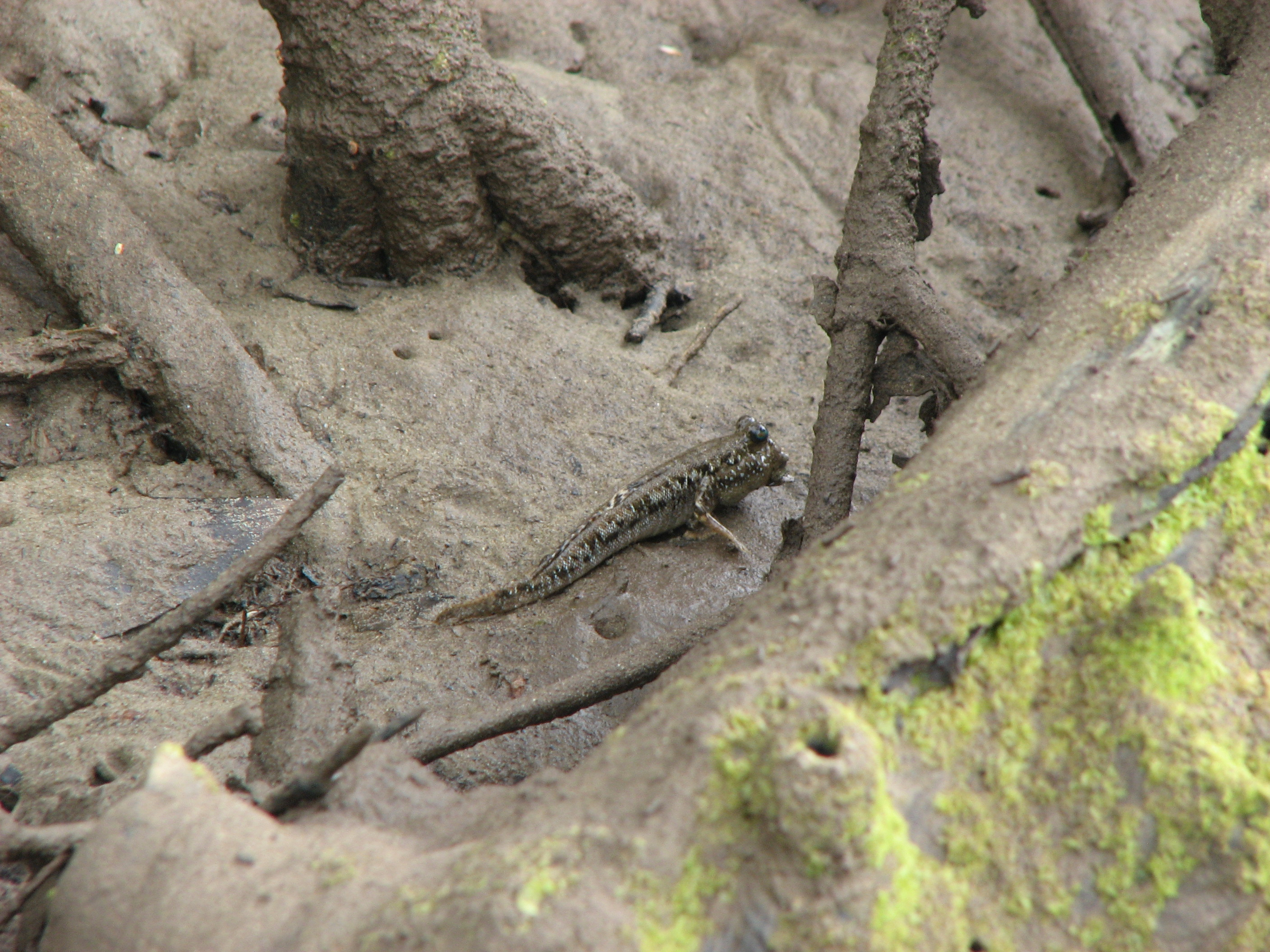